# موزه کوری

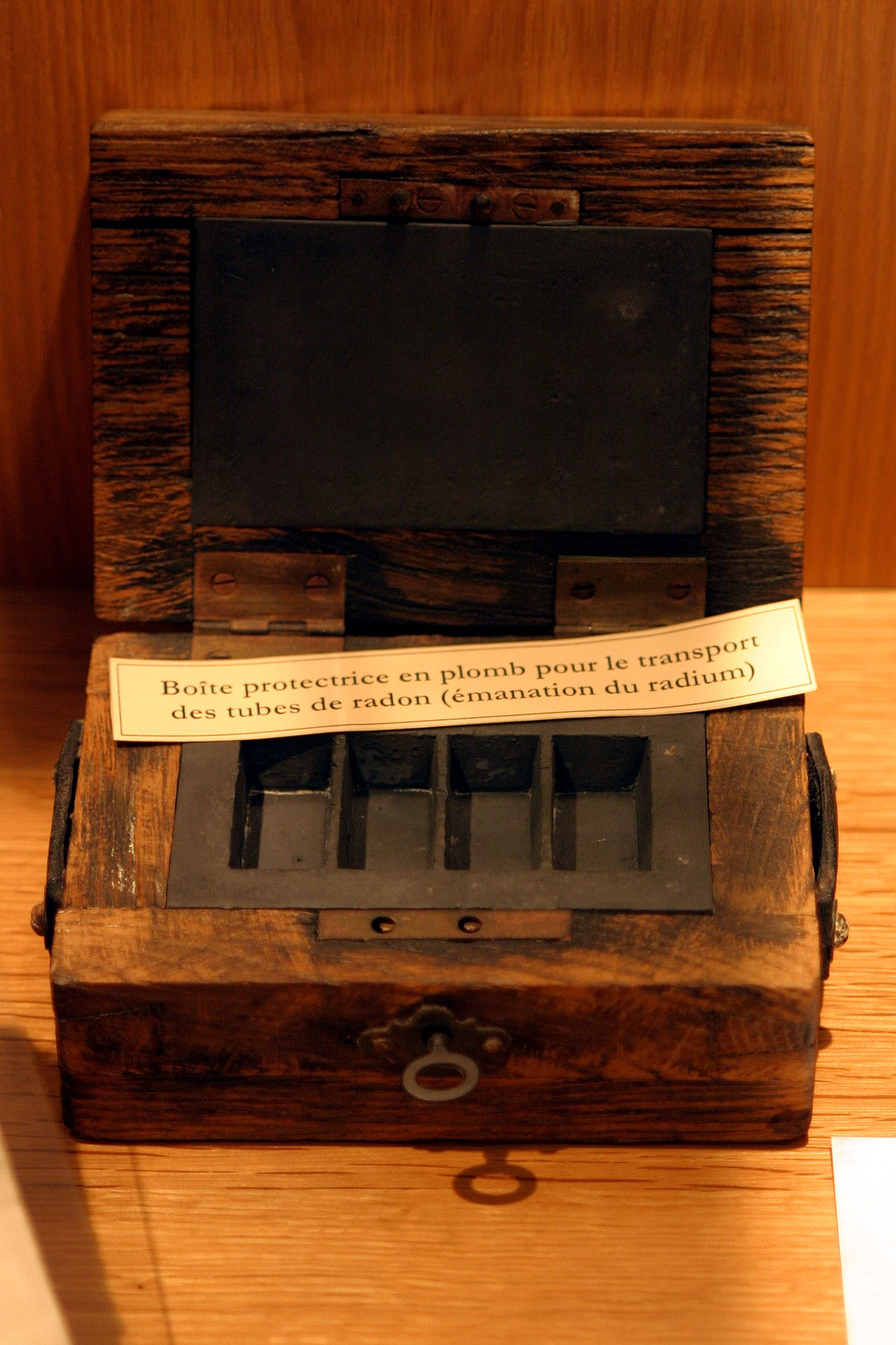
نمایشگاهی در موزه کوری

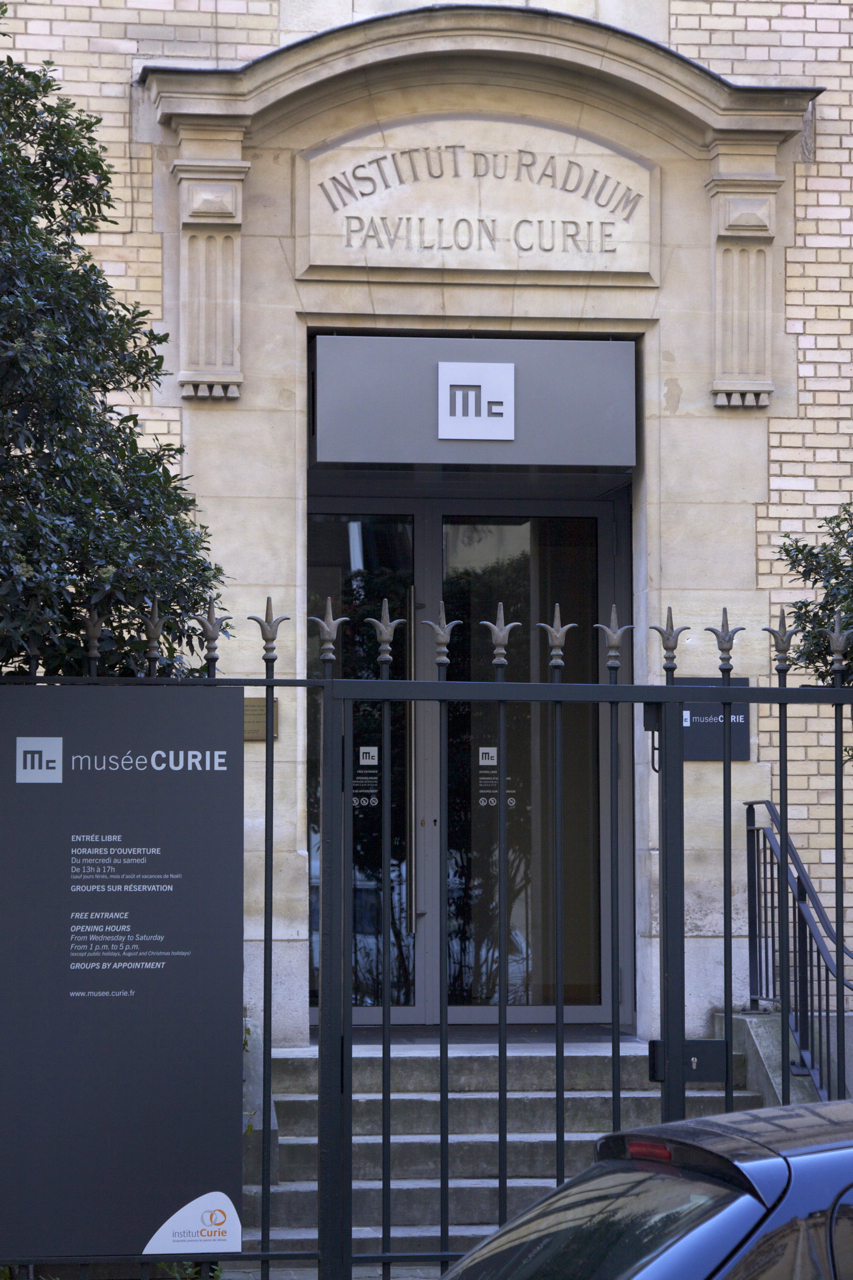
ورودی موزه کوری

موزه کوری (موزه کوری) یک موزه تاریخی می‌باشد که بر تحقیقات رادیولوژیکی متمرکز است. در منطقه ۵ در خیابان پیر و ماری کوری یک، خیابان پیر و ماری کوری، پاریس، فرانسه قرار گرفته‌است و از چهارشنبه تا شنبه، از ساعت ۱۳ بعد از ظهر تا ۱۷ بعد از ظهر باز می‌باشد. رفتن به آن مکان رایگان می‌باشد. این موزه در تاریخ ۲۰۱۲ به لطف کمک مالی ایو کوری بازسازی شد.
این موزه در تاریخ ۱۹۳۴، بعد از درگذشت کوری، در طبقه هم کف غرفه کوری انستیتو دو رادیوم بنینگذاری شد. این پیش از این آزمایشگاه ماری کوری بود که در تاریخ۱۹۱۱–۱۹۱۴ درست شد و او از تاریخ ۱۹۱۴ تا ۱۹۳۴ در آنجا تحقیقات انجام داد. در این آزمایشگاه دختر و دامادش ایرن و فردر یک ژولیوت کوری رادیوا کتیویته مصنوعی را اکتشاف نمود که برای آن جایزه نوبل شیمی در سال ۱۹۳۵ را گرفتند.
این موزه حاوی یک نمایشگاه تاریخی همیشگی در مورد رادیو اکتیویته و استفاده آن، به خصوص در پزشکی می‌باشد که بیشتر بر روی کوری متمرکز است و بعضی از مهم‌ترین دستگاه‌های تحقیقاتی مورد استفاده پیش از سال ۱۹۴۰ را به نمایش می‌گذارد. همچنین با دارا بودن مرکزی برای منابع تاریخی است که آرشیو، عکس و اسناد مربوط به کوری، ژولیوت-کوری، انستیتو کوری، و تاریخچه رادیواکتیویته و سرطان‌شناسی را در خود جای داده‌است.